# Бусе (Орн)
Бусе (фр. Boucé) насеље је и општина у северној Француској у региону Доња Нормандија, у департману Орн која припада префектури Аржантан.
По подацима из 2011. године у општини је живело 620 становника, а густина насељености је износила 30,41 становника/km². Општина се простире на површини од 20,39 km². Налази се на средњој надморској висини од 191 метар (максималној 268 m, а минималној 172 m).

## Демографија
| 1962. | 1968. | 1975. | 1982. | 1990. | 1999. | 2011. |
| ----- | ----- | ----- | ----- | ----- | ----- | ----- |
| 746   | 784   | 700   | 645   | 630   | 619   | 620   |

График промене броја становника у току последњих година